# Erich Mielke
Erich Fritz Emil Mielke (født 28. december 1907 i Berlin, død 21. maj 2000 i Berlin) var en drabsdømt tysk kommunist og minister for Ministerium für Staatssicherheit i DDR fra 1957 til DDR's sammenbrud i 1989.  Efter Murens fald blev han i oktober 1993 dømt for mordet på to politimænd begået i 1931.

## Liv
Mielke blev allerede medlem af det tyske kommunistparti i 1920'erne og deltog i gadekampe mod højreorienterede Frikorps. Den 9. august 1931 skød og dræbte han og Erich Ziemer på opfordring af DDR's senere statsleder Walter Ulbricht Paul Anlauf og Franz Lenck. Efter drabet på de to politimænd flygtede han til Sovjetunionen. I 1934 blev han dømt in absentia. Tre andre kommunister blev arresteret og dødsdømt.
Fra 1932 gik Mielke på Kominterns militærpolitiske skole og senere på Leninskolen. På grund af sit omdømme som pålidelig stalinist, som blindt adlød ordrer fra toppen, overlevede han Stalins udrensninger, som ellers gik hårdt ud over tyske kommunister i Sovjetunionen.
Mellem 1936 og 1939 blev han sendt til Spanien i Den spanske borgerkrig som politisk kommissær. Efter borgerkrigen og i begyndelsen af 2. verdenskrig gik han under jorden i Frankrig og Belgien. Han blev interneret i Vichy-Frankrig og involverede sig i den illegale KPD-ledelse.
I 1945 blev han sendt tilbage til Tyskland som sovjetisk politiinspektør med den opgave at bygge en sikkerhedsstyrke, som skulle sikre kommunistpartiets kontrol i den sovjetiske besættelseszone, det senere DDR. Han var medlem af SEDs centralkomité fra 1950 til 1989.
Mielke havde som chef for Stasi 85.000 heltidsansatte og 170.000 uofficielle medarbejdere, som overvågede befolkningen. Så mange arbejdede for Stasi, at der i hver offentlig bygning var mindst en, som holdt Stasi informeret om alt, som foregik. På Mielkes ordre udførte Stasi bortførelser, forfølgelser, chikane, fængslinger og tortur af tusindvis af borgere. Mielke var en af de mægtigste og mest frygtede mænd i DDR.
Efter murens fald blev Mielke arresteret og i oktober 1993 dømt til seks års fængsel for drabet på politimændene Paul Anlauf og Franz Lenck. Retssagen fandt sted samme sted som retssagen i 1934. På grund af dårligt helbred slap han for at afsone, og af samme grund blev videre strafforfølgelse for forbrydelser begået som stasichef indstillet. Han døde i 2000 på et plejehjem i Berlin og blev begravet i de ukendtes grav. Talen ved hans begravelse blev holdt af tidligere stasi-generalmajor Willi Opitz.
1. ↑  Navnet er anført på engelsk og stammer fra Wikidata hvor navnet endnu ikke findes på dansk.